# Ґерд Освальд
Ґерд Освальд (англ. Gerd Oswald; нар. 9 червня 1919, Берлін — пом. 22 травня 1989, Лос-Анджелес, штат Каліфорнія, США) — американський режисер, сценарист, продюсер та актор. Син австрійського режисера Ріхарда Освальда та німецької акторки Каті Освальд.

## Життєпис
Ґерд Освальд народився 9 червня 1919 року в Берліні, у сім'ї австрійського режисера Ріхарда Освальда та німецької акторки Каті Освальд. У дитинстві, як актор, зфільмувався у декількох німецьких стрічках: «Бідний, як церковна миша» (1931), «Коли ти молодий, весь світ твій» (1934)), працював асистентом режисера у фільмах свого батька.
1938 року разом з сім'єю емігрував у США, оскільки його батько був євреєм за походженням. 
Спочатку працював асистентом режисера на малобюджетних студіях, таких як «Monogram Pictures», з 1955 року — режисером. Був також продюсером та сценаристом.
Помер 22 травня 1989 року від раку в Лос-Анджелесі, штат Каліфорнія.

## Фільмографія
| Рік       | Українська назва                  | Оригінальна назва                      | Тип            | Режисер    | Продюсер   | Сценарист  | Актор      |
| --------- | --------------------------------- | -------------------------------------- | -------------- | ---------- | ---------- | ---------- | ---------- |
| 1985      | Сутінкова зона                    | The Twilight Zone                      | Телесеріал     | Green tick |            |            |            |
| 1975      | До самого кінця                   | Bis zur bitteren Neige                 | Повнометражний | Green tick |            |            |            |
| 1972      | Речі, про які мріють              | Der Stoff aus dem die Träume sind      | Повнометражний |            |            |            | Green tick |
| 1971      | Ніколс                            | Nichols                                | Телесеріал     | Green tick |            |            |            |
| 1971      | Банні О'Гара                      | Bunny O'Hare                           | Повнометражний | Green tick | Green tick |            |            |
| 1969      | 80 кроків до Йони                 | 80 Steps to Jonah                      | Повнометражний | Green tick | Green tick | Green tick |            |
| 1968—1969 | Ніжний Бен                        | Gentle Ben                             | Телесеріал     | Green tick |            |            |            |
| 1967—1968 | Злочинний загін                   | Felony Squad                           | Телесеріал     | Green tick |            |            |            |
| 1966—1967 | Зоряний шлях: Оригінальний серіал | Star Trek: The Original Series         | Телесеріал     | Green tick |            |            |            |
| 1966      | Шейн                              | Shane                                  | Телесеріал     | Green tick |            |            |            |
| 1966      | Блакитне світло                   | Blue Light                             | Телесеріал     | Green tick |            |            |            |
| 1966      | Агент ГАРМ                        | Agent for H.A.R.M.                     | Повнометражний | Green tick |            |            |            |
| 1966—1967 | Деніель Бун                       | Daniel Boone                           | Телесеріал     | Green tick |            |            |            |
| 1966      | Утікач                            | The Fugitive                           | Телесеріал     | Green tick |            |            |            |
| 1965—1967 | Бонанца                           | Bonanza                                | Телесеріал     | Green tick |            |            |            |
| 1965      | Легенда про Джессі Джеймса        | The Legend of Jesse James              | Телесеріал     | Green tick |            |            |            |
| 1964      | Подорож до дна моря               | Voyage to the Bottom of the Sea        | Телесеріал     | Green tick |            |            |            |
| 1964      | Невідомий                         | The Unknown                            | Телефільм      | Green tick |            |            |            |
| 1963—1965 | За межею можливого                | The Outer Limits                       | Телесеріал     | Green tick |            |            |            |
| 1963      | Смертельне око Цейлону            | Das Todesauge von Ceylon               | Повнометражний | Green tick |            |            |            |
| 1962      | Найдовший день                    | The Longest Day                        | Повнометражний | Green tick |            |            |            |
| 1960      | Пригоди в раю                     | Adventures in Paradise                 | Телесеріал     | Green tick |            |            |            |
| 1960—1965 | Сирицевий батіг                   | Rawhide                                | Телесеріал     | Green tick |            |            |            |
| 1960      | Шахова новела                     | Schachnovelle                          | Повнометражний | Green tick |            | Green tick |            |
| 1959      | Чорне сідло                       | Black Saddle                           | Телесеріал     | Green tick |            |            |            |
| 1959      | День, коли прийшли дощі           | Am Tag, als der Regen kam              | Повнометражний | Green tick |            | Green tick |            |
| 1959      | Маркем                            | Markham                                | Телесеріал     | Green tick |            |            |            |
| 1958—1959 | Перрі Мейсон                      | Perry Mason                            | Телесеріал     | Green tick |            |            |            |
| 1958      | Жінка, яка кричить                | Screaming Mimi                         | Повнометражний | Green tick |            |            |            |
| 1958      | За зачиненими дверима             | Behind Closed Doors                    | Телесеріал     | Green tick |            |            |            |
| 1958      | Паризькі канікули                 | Paris Holiday                          | Повнометражний | Green tick |            |            |            |
| 1957      | Валері                            | Valerie                                | Повнометражний | Green tick |            |            |            |
| 1957      | Вирішальний поєдинок Фурії        | Fury at Showdown                       | Повнометражний | Green tick |            |            |            |
| 1957      | Злочин пристрасті                 | Crime of Passion                       | Повнометражний | Green tick |            |            |            |
| 1956      | Легенда про Брасса                | The Brass Legend                       | Повнометражний | Green tick |            |            |            |
| 1956      | Телевізійний театр Форда          | The Ford Television Theatre            | Телесеріал     | Green tick |            |            |            |
| 1956      | Поцілунок перед смертю            | A Kiss Before Dying                    | Телесеріал     | Green tick |            |            |            |
| 1955      | Неприборканий                     | Untamed                                | Повнометражний |            | Green tick |            |            |
| 1955      | Година «20th Century Fox»         | The 20th Century Fox Hour              | Телесеріал     | Green tick |            |            |            |
| 1954      | Нічні люди                        | Night People                           | Повнометражний |            | Green tick |            |            |
| 1953      | Людина на канаті                  | Man on a Tightrope                     | Повнометражний |            | Green tick |            |            |
| 1934      | Коли ти молодий, весь світ твій   | Wenn du jung bist, gehört dir die Welt | Повнометражний |            |            |            | Green tick |
| 1931      | Бідний, як церковна миша          | Arm wie eine Kirchenmaus               | Повнометражний |            |            |            | Green tick |